# پاینوود (فلوریدا)
پاینوود (به انگلیسی: Pinewood) یک منطقهٔ مسکونی در ایالات متحده آمریکا است که در شهرستان میامی-دید، فلوریدا واقع شده‌است. پاینوود ۴٫۹ کیلومتر مربع مساحت و ۱۶٬۵۲۰ نفر جمعیت دارد و ۲ متر بالاتر از سطح دریا قرار دارد.